# Philodoria sciallactis
Philodoria sciallactis är en fjärilsart som först beskrevs av Edward Meyrick 1928.  Philodoria sciallactis ingår i släktet Philodoria och familjen styltmalar. Inga underarter finns listade i Catalogue of Life.